# Simon Czack
Simon Czack (Brassó, 1567 – 1603 körül) brassói polgár. Neve előfordul Bach, Back, Czauck, Czauk alakban is.
Egy német nyelven írott napló maradt utána, mely nyolcadrét méretű és 166 levélből áll. 1860-ban Josef Trausch birtokában volt, amikor azt a Deutsche Fundgruben zur Geschichte Siebenbürgens című folyóiratban, bevezetéssel ellátva, egész terjedelmében kiadták Simonis Czauck Ephemerides Libellus in quo acta quotidiana perscribuntur vom Jahre 1590 bis 1602 címen. 
Ebben a naplóban olvasható az a nevezetes 172 négysoros strófából álló históriás költemény, melyben Báthory Zsigmond kolozsvári vérengzése (1594. augusztus 29–augusztus 30.) van megénekelve.
Naplójában beszámol több csillagászati eseményről, köztük a Mira Ceti 1596-os feltűnéséről.
Szintén kéziratban maradt Diarium, das ist ein Büchlein, in welchem etliche verstorbene gute und fromme Herren und Freund verzeichnet sind samt angehangten Grabschriften, 1549–1603 című, német és latin nyelven írott munkája.